# Championnat d'Australie de football 2000-2001
Navigation
Saison précédente Saison suivante
La saison 2000-2001 du Championnat d'Australie de football est la vingt-cinquième édition du championnat de première division en Australie.
La NSL (National Soccer League) regroupe quinze clubs du pays (plus une équipe de Nouvelle-Zélande) au sein d'une poule unique, où ils s'affrontent deux fois au cours de la saison régulière. Le titre se dispute entre les six premiers de la première phase par le biais des play-off. Il n'y a ni promotion, ni relégation en fin de saison.
C'est le club de Wollongong Wolves, tenant du titre, qui remporte à nouveau la compétition après avoir battu lors du Grand Final South Melbourne FC. C'est le deuxième titre de champion d'Australie de l'histoire du club.
Le club de Carlton SC, en proie à de graves difficultés financières, doit abandonner la compétition en cours de saison. Tous les matchs restants à disputer sont perdus sur le score de 0-3. De plus, le club d'Eastern Pride FC se voit retirer tous ses points à la suite d'une infraction au règlement de la compétition. Enfin, la licence du club de Newcastle Breakers est annulée, à la suite de la dissolution du club et est donnée au club nouvellement formée de Newcastle United.

## Les clubs participants
| - Marconi Stallions - Wollongong Wolves - Adelaide Force - Eastern Pride FC - Sydney Olympic FC - Brisbane Strikers FC - Carlton SC - Northern Spirit FC | - Auckland Kingz - Canberra Cosmos - South Melbourne FC - Melbourne Knights - Newcastle United - Promu en National Soccer League - Perth Glory FC - Sydney United - Parramatta Power FC |

## Compétition

### Phase régulière
Le barème utilisé pour établir le classement est le suivant :
- Victoire : 3 points
- Match nul : 1 point
- Défaite : 0 point

| Rang | Équipe               | Pts | J  | G  | N | P  | Bp | Bc | Diff |
| ---- | -------------------- | --- | -- | -- | - | -- | -- | -- | ---- |
| 1    | South Melbourne FC   | 69  | 30 | 21 | 6 | 3  | 70 | 24 | +46  |
| 2    | Wollongong WolvesT   | 61  | 30 | 18 | 7 | 5  | 80 | 40 | +40  |
| 3    | Perth Glory FC       | 61  | 30 | 18 | 7 | 5  | 73 | 33 | +40  |
| 4    | Sydney Olympic       | 57  | 30 | 17 | 6 | 7  | 58 | 37 | +21  |
| 5    | Marconi Stallions    | 50  | 30 | 14 | 8 | 8  | 42 | 33 | +9   |
| 6    | Melbourne Knights    | 49  | 30 | 14 | 7 | 9  | 61 | 46 | +15  |
| 7    | Adelaide Force       | 43  | 30 | 12 | 7 | 11 | 54 | 54 | 0    |
| 8    | Auckland Kingz       | 43  | 30 | 12 | 7 | 11 | 52 | 52 | 0    |
| 9    | Parramatta Power FC  | 42  | 30 | 13 | 3 | 14 | 42 | 44 | -2   |
| 10   | Sydney United FC     | 42  | 30 | 12 | 6 | 12 | 46 | 56 | -10  |
| 11   | Canberra Cosmos      | 37  | 30 | 11 | 4 | 15 | 49 | 55 | -6   |
| 12   | Brisbane Strikers FC | 35  | 30 | 9  | 8 | 13 | 52 | 56 | -4   |
| 13   | Northern Spirit FC   | 32  | 30 | 8  | 8 | 14 | 39 | 50 | -11  |
| 14   | Newcastle UnitedP    | 30  | 30 | 7  | 9 | 14 | 37 | 56 | -19  |
| 15   | Eastern Pride FC -20 | 0   | 30 | 5  | 5 | 20 | 32 | 61 | -29  |
| 16   | Carlton SC retrait   | 13  | 8  | 3  | 4 | 1  | 13 | 9  | +4   |

|  | Qualification pour les play-off                 |
|  | Relégation en championnats régionaux            |
|  | Disparition du club ou exclusion du championnat |
|  | T: Tenant du titre                              |

- En septembre 2001, le club de Canberra Cosmos est exclu de la National Soccer League car sa situation financière est jugée trop précaire pour pouvoir participer au championnat la saison prochaine.

### Play-offs
|          | Premier tour      | Premier tour                    | Premier tour     |                                                                                                |  | Demi-finale       | Demi-finale        | Demi-finale | Demi-finale |  |  | Petite finale      | Petite finale |  |  | Finale             | Finale      |
|          |                   |                                 |                  |                                                                                                |  |                   |                    |             |             |  |  |                    |               |  |  |                    |             |
|          |                   |                                 |                  |                                                                                                |  | 12 et 19 mai 2001 |                    |             |             |  |  |                    |               |  |  |                    |             |
|          |                   |                                 |                  |                                                                                                |  | 2                 | Wollongong Wolves  | 2           | 2           |  |  |                    |               |  |  |                    |             |
|          |                   |                                 |                  |                                                                                                |  | 1                 | South Melbourne FC | 1           | 1           |  |  |                    |               |  |  | 3 juin 2001        | 3 juin 2001 |
|          |                   |                                 |                  |                                                                                                |  |                   |                    |             |             |  |  |                    |               |  |  | Wollongong Wolves  | 2           |
|          | 6 et 12 mai 2001  | 6 et 12 mai 2001                | 6 et 12 mai 2001 |                                                                                                |  |                   |                    |             |             |  |  | 27 mai 2001        | 27 mai 2001   |  |  | South Melbourne FC | 1           |
|          | Melbourne Knights | 0                               | 2                |                                                                                                |  |                   |                    |             |             |  |  | South Melbourne FC | 2             |  |  |                    |             |
|          | Perth Glory FC    | 0                               | 2                |                                                                                                |  |                   | 19 mai 2001        | 19 mai 2001 |             |  |  | Sydney Olympic FC  | 0             |  |  |                    |             |
|          |                   |                                 |                  |                                                                                                |  |                   | Melbourne Knights  | 0           |             |  |  |                    |               |  |  |                    |             |
|          | 6 et 13 mai 2001  | 6 et 13 mai 2001                | 6 et 13 mai 2001 |                                                                                                |  |                   | Sydney Olympic FC  | 1           |             |  |  |                    |               |  |  |                    |             |
|          | Sydney Olympic FC | 3                               | 2                |                                                                                                |  |                   |                    |             |             |  |  |                    |               |  |  |                    |             |
|          | Marconi Stallions | 1                               | 0                |                                                                                                |  |                   |                    |             |             |  |  |                    |               |  |  |                    |             |
|          |                   |                                 |                  | \| Légende: \| \| Progression de l'équipe défaite \| \| Progression de l'équipe victorieuse \| |  |                   |                    |             |             |  |  |                    |               |  |  |                    |             |
| Légende: |                   | Progression de l'équipe défaite |                  | Progression de l'équipe victorieuse                                                            |  |                   |                    |             |             |  |  |                    |               |  |  |                    |             |

## Bilan de la saison
| Championnat d'Australie de football 2000-2001 |                              |
| Champion                                      | Wollongong Wolves (2e titre) |
| Coupes et trophées                            |                              |
| Vainqueur de la Coupe d'Australie 2000-2001   | Non disputée                 |
| Promotions et relégations                     |                              |
| Promus en Championnat d'Australie de football | Aucun                        |
| Relégués                                      | Carlton SC (banqueroute)     |
| Relégués                                      | Canberra Cosmos              |
| Relégués                                      | Eastern Pride FC (retrait)   |